# Космос-359
«Космос-359» — автоматическая научно-исследовательская космическая станция, предназначенная для исследования планеты Венера.
Планировался одновременный полёт двух аналогичных по конструкции АМС к Венере. Запуск второй станции был осуществлен через пять суток после «Венеры-7» — 22 августа 1970 года в 8 часов 6 минут 8 секунд (московское время). Первые три ступени ракеты-носителя отработали в штатном режиме, и АМС была выведена на околоземную орбиту. Однако при попытке перевести станцию на орбиту полёта к планете Венера, произошёл отказ в двигателе разгонного блока — двигатель включился позднее расчётного времени и проработал всего 25 секунд. Сбой был вызван некорректной работой управляющего автомата и выходом из строя трансформатора постоянного тока в цепи питания системы. АМС не вышла на межпланетную орбиту и осталась на околоземной орбите. В то время в Советском Союзе было не принято сообщать о неудачных космических запусках. Поэтому оставшаяся на околоземной орбите АМС была названа — «Космос-359». 6 ноября 1970 года станция вошла в атмосферу и сгорела в её плотных слоях.